# Jun Woong-tae
Jun Woong-tae est un pentathlonien sud-coréen.

## Palmarès
| Discipline/Année                         | 2015 | 2016       | 2017       | 2018                 | 2019 |
| ---------------------------------------- | ---- | ---------- | ---------- | -------------------- | ---- |
| Jeux olympiques Individuel               | NC   | 19e        | NC         | NC                   | NC   |
| Championnats du monde seniors Individuel | -    | 20e        | -          | -                    | 3e   |
| Championnats du monde seniors Équipe     | 1er  | 3e         | -          | -                    | -    |
| Championnats du monde seniors Relais     | -    | 1er        | 1er        | -                    | -    |
| Coupe du monde seniors Individuel        | -    | 1 victoire | 1 victoire | 1 victoire 3 podiums | -    |

Ce palmarès n'est pas complet